# Prévision volcanologique
 (janvier 2021).
Si vous disposez d'ouvrages ou d'articles de référence ou si vous connaissez des sites web de qualité traitant du thème abordé ici, merci de compléter l'article en donnant les références utiles à sa vérifiabilité et en les liant à la section « Notes et références ».

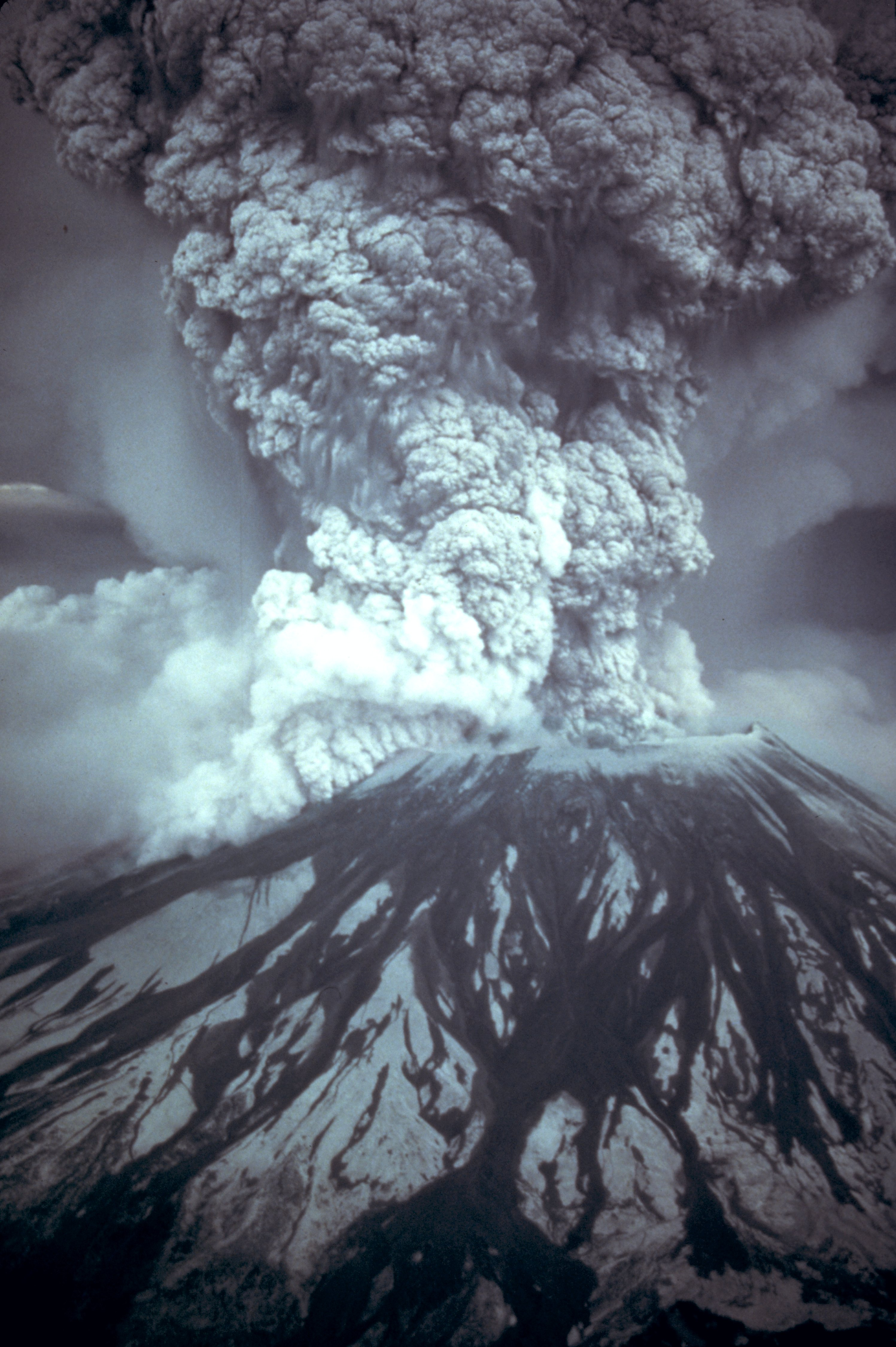
Éruption explosive du mont Saint Helens le 18 mai 1980 à.

Un des objectifs de la volcanologie est de comprendre l'origine et le fonctionnement des volcans et des phénomènes assimilés afin d'établir un diagnostic sur les risques courus par les populations et les activités humaines. Les prévisions volcanologiques nécessitent la mise en œuvre de savoir de plusieurs disciplines scientifiques adaptées.

## Méthodes
Les études et les recherches se déroulent dans un premier temps sur le terrain afin de procéder à des collectes d'informations sous la forme d'observations, de mesures et de prélèvements. Et dans un second temps en laboratoire afin d'analyser et d'interpréter les données et les échantillons (modèles d'interprétation empirique, modèles mécaniques reposant sur les équations de la mécanique des fluides).

## Phénomènes précurseurs

### Tremblements de terre
Les sismographes (au minimum trois pour détecter les épicentres) mesurent la fréquence de faibles tremblements appelés trémors : méthode de « Sismologie Courte-Période » (hautes fréquences de l'ordre de la seconde) ou de « Sismologie Large-Bande » (de l'ordre de quelques heures à quelques jours). On sait relier l'augmentation de leur fréquence aux risques éruptifs, les trémors étant provoqués par la montée de magma nouveau dans la cheminée volcanique. 

### Gonflement du sol
Quelques jours auparavant, on peut observer des gonflements au niveau du sol sur les pentes et alentours du volcan : c'est le signe que le système du volcan se met sous pression. Ce changement de niveau du sol peut être mesuré par GPS.

## Inclinaison de la pente

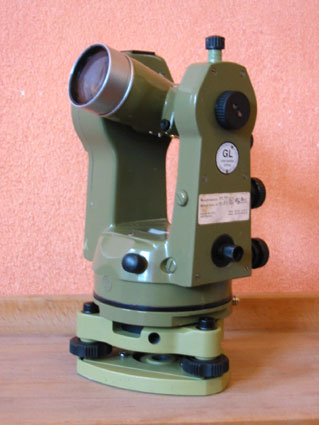
Un théodolite optique

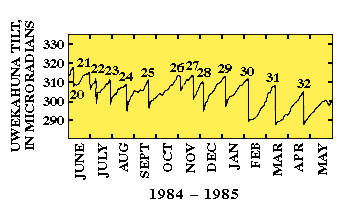
Graphique d'inclinométrie montrant le cycle dans l'inflation du Kīlauea.

À l'approche de l'éruption, le terrain se déforme, ce qui provoque des éboulements et des glissements de terrain. On mesure donc, soit avec une méthode traditionnelle d'arpentage comme les relevés au niveau (nivellement) et au théodolite, à l'aide d'une station totale (par mesure électronique de distance EDM), à l'aide d'un laser infrarouge et mesure d'angle précise (extensométrie, distancemétrie) ou aussi bien qu'à l'aide de clinomètres. D'autres techniques concernent la géodésie spatiale : radar interférométrique à antennes synthétiques (en), GPS, cette dernière technique couvrant de la minute à plusieurs années. Chaque méthode a ses avantages et ses artéfacts, aussi la géodésie au sol et la géodésie spatiale sont souvent couplées.

### Signes précurseurs gazeux
On surveille normalement les températures des fumerolles avec des thermocouples ainsi que leur physico-chimie par spectromètre de masse. On analyse par chromatographie ionique des échantillons d'eau des sources thermales pour vérifier les changements brusques de leur composition chimique. Les émissions de grande magnitude de gaz volcaniques sont enregistrées pour mesurer la quantité de dioxyde de soufre, H2S, radon, CO2. La présence de ce dernier gaz est une bonne indication que le magma est proche de la surface.

## Risques volcaniques
Les volcans, par leur nature, peuvent engendrer des destructions sous de nombreuses formes qui représentent un danger immédiat ou à plus ou moins long terme pour l'homme et les espèces animales et végétales en général. Le type de volcan (hawaïen, strombolien, vulcanien, peléen, plinien ou surtseyen) influe sur les risques ainsi les conséquences volcan. Les mesures de précaution prises pour un volcan à éruptions effusives comme le Piton de la Fournaise à La Réunion en 2007 se limitent à la fermeture de la caldeira, alors que les habitants autour du mont Unzen, un volcan gris du Japon, ont été évacués sur plusieurs kilomètres.
Le risque volcanique est l'évaluation des conséquences d'une éruption sur les humains et leurs activités. Il peut se définir d'un point de vue probabiliste, comme tout risque naturel, de la manière suivante : Risque = aléa X vulnérabilité X exposition. L'aléa est la probabilité d'avoir une manifestation volcanique. La vulnérabilité représente les dégâts ou les pertes que peuvent subir une activité ou un construit en fonction de l'importance de l'effet de l'aléa. L'exposition représente la répartition territoriale des activités et des infrastructures. L'unique manière de réduire le risque est donc de réduire la vulnérabilité d'une part et de limiter l'exposition, de l'autre. L'aléa est quantifié par le volcanologue. Son travail est de prévoir quand aura lieu l'éruption, et quelle en sera sa dangerosité.
Il faut signaler que les risques humains liés aux coulées de boue causées par les cendres et la pluie, aux glissements de terrain aggravés par la présence d'eau (pluies, cours d'eau ou sources) provoquent beaucoup plus de dégâts que les coulées de laves ou même que la projection de cendres, scories et bombes.

## Risque volcanique et prévision

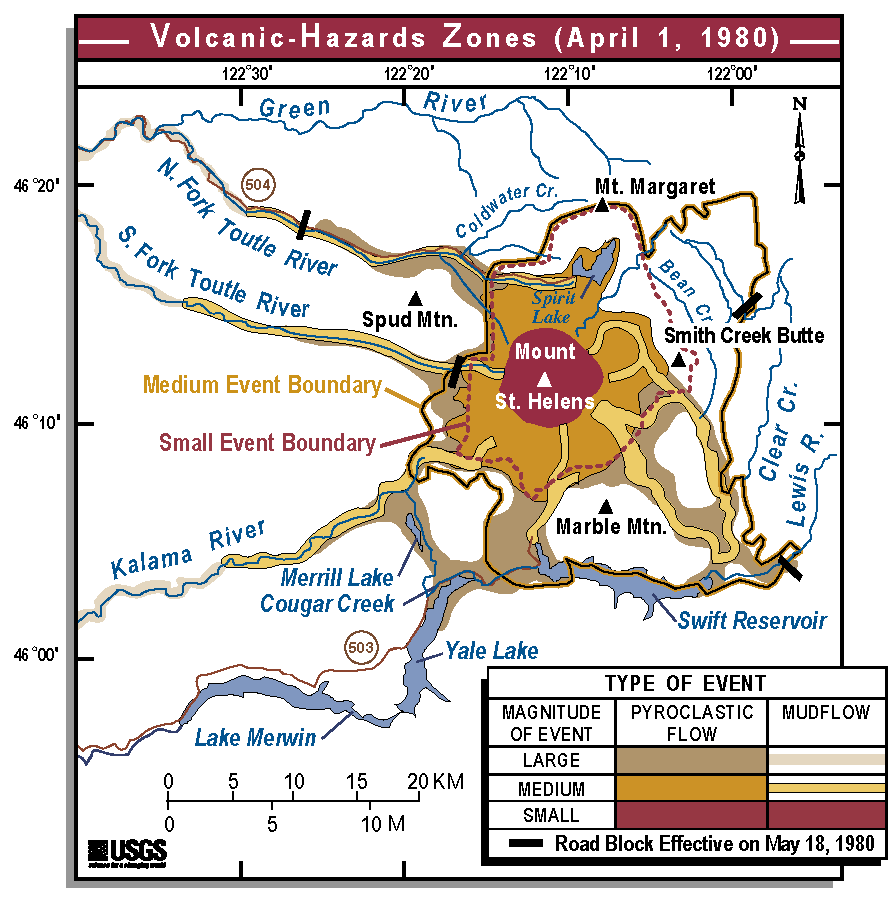
Carte des aléas volcaniques du mont Saint Helens au 1 avril 1980.

L'importance de l'énergie libérée lors d'une éruption volcanique fait que l'homme ne peut empêcher son arrivée et il ne peut lutter directement contre ses effets. Le seul recours est la prévision des éruptions ainsi que l'information et la sensibilisation des populations afin de rendre leur évacuation la plus efficace possible.
À l'aide des résultats des analyses et des interprétations des données, les volcanologues peuvent établir une prévision de la prochaine éruption dans certains cas et un zonage des différents risques volcaniques pour ainsi effectuer une cartographie des zones concernées. De manière préventive, ils peuvent alors préconiser l'évacuation de population aux autorités avant une éruption ou lors d'une éruption lorsque le risque s'aggrave. Des systèmes d'alerte et d'évacuation peuvent être mis en place comme des signaux sonores d'alerte, des itinéraires spéciaux d'évacuation, le déploiement des forces de l'ordre, la construction d'abris, la mise en place de mesures de protection (port du casque, de masques à poussière, etc).
Pour mieux prévoir ces phénomènes les volcanologues étudient d’abord l’histoire du volcan. Les couches de laves et de cendres présentes renseignent sur la force et la fréquence des éruptions antérieures .Ils peuvent aussi  procéder à d’autres expertises telles l’usage de satellites, les relevés de températures et de gaz….
Mais il ne faut pas oublier qu'une éruption volcanique n'est jamais sure a 100% .Nous pouvons dédire qu'une éruption volcanique arrivera bientôt mais pas forcément connaitre la date exacte ni l'heure.

## Surveillance
Il est aussi difficile de prévoir le début d'une éruption que sa fin. Les éruptions peuvent d'ailleurs être intermittentes. Les risques peuvent s’accroître ou s'estomper puis reprendre. Il est nécessaire de conserver au moins un certain niveau de surveillance permanent des volcans à cause de la persistance des risques post-éruptifs pendant des décennies.[évasif]
Pour surveiller les volcans, un physicien écossais, Andrew McGonigle, a conçu un système qui pourrait révolutionner le travail des volcanologues : un modèle réduit d'hélicoptère télécommandé, équipé de capteurs pour mesurer les concentrations en dioxyde de soufre (SO2) et en dioxyde de carbone (CO2) s'échappant des cratères. Les scientifiques s'intéressent depuis longtemps à ces gaz, relâchés par le magma lorsqu'il entame sa remontée vers la surface. Mais les données recueillies restaient jusqu'ici insatisfaisantes : le SO2, aisé à détecter, apparaît tardivement et le CO2 passe inaperçu dans cette atmosphère déjà riche en gaz carbonique. Or, sa présence est déterminante. Le taux de CO2 peut augmenter des semaines ou des mois avant que le magma atteigne la surface. Seul moyen de le déceler : grimper sur le cratère. L'entreprise a coûté la vie à plusieurs volcanologues. L'hélicoptère abolit ce danger.[non pertinent]